# Новский пролив
Новский пролив (хорв. Novsko ždrilo) — пролив в Задарской жупании Хорватии, соединяющий Велебитский пролив (часть Адриатического моря между о. Паг и побережьем) с заливом Новиградско-Море. Длина пролива — 4 км, ширина колеблется от 30 до 400 метров. Поскольку в Новиградско-Море впадает река Зрманя и несколько более мелких речек, в проливе существует слабое течение в сторону Велебитского канала и открытого моря.
Через Новский пролив переброшено два моста, оба носят название «масленицкий мост» по имени деревни Масленица на берегу пролива. Во избежание путаницы условно называются «старым» и «новым». Старый масленицкий мост был построен в 1961 году и разрушен в 1991 году после перехода района Новиграда под контроль сербов, восстановлен в 2005 году. Строительство нового масленицкого моста началось сразу после отвоевания Новского пролива хорватами в 1993 году (см. Операция «Масленица») и закончилось в 1997 году. В настоящее время по нему проходит главная автомагистраль страны A1.